# Ruská pravá pravoslavná církev
Ruská pravá pravoslavná církev (RPPC) je malá nekanonická pravoslavná jurisdikce mimo společenství s ekumenickým pravoslavím. Vznikla roku 2001 v důsledku odchodu duchovních z Ruské pravoslavné církve v zahraničí.

## Historie

### Součást RPCZ
Základ RPPC tvořili duchovní a laici, kteří uznávali za hlavu církve biskupa Lazara (Žurbenka). Lazar se do Ruska dostal na turistické vízum. Začal cestovat po zemi a světit členy katakombní církve. Ne všechna katakombní společenství spadala pod biskupa Lazara, důvodem byla např. skutečnost, že byl v 70. letech členem Ruské pravoslavné církve (tzv. Sergijevské církev).
Od roku 1990 začala RPCZ aktivně zřizovat farnosti na území Sovětského svazu  a přijímat duchovní Moskevského patriarchátu. Ve stejné době vzniklo alternativní centrum RPCZ v Suzdalu, kam přestoupil archimandrita Valentin (Rusancov), který byl následující rok vysvěcen na biskupa. To vyvolalo nespokojenost biskupa Lazara, který věřil, že RPCZ se má starat o své věřící v zahraničí a farnosti v Rusku mají spadat pod jeho správu. Na podzim roku 1990 byl na biskupa vysvěcen Veniamin (Rusalenko), který začal vést kubáňskou a černomorskou eparchii.
Duchovním centrem budoucí RPPC se stal monastýr Povýšení svatého Kříže v Kubáni.
Roku 1998 byla církev pod vedením biskupa Lazara oficiálně registrovaná s názvem Ruská pravá pravoslavná církev.

### Oddělení od RPCZ
Na podzim roku 2001 řada duchovních a laiků neuznala odchod metropolity Vitalije (Ustinova) do důchodu a zvolení metropolity Lavry (Škurla) na jeho místo prvního hierarchy RPCZ. Proto vytvořili nekanonickou strukturu s názvem Ruská pravoslavná církev v zahraničí pod omoforem metropolity Vitalije (Ustinova) (RPCZ(V). Ve stejné době začali arcibiskup Lazar a biskup Veniamin považovat za svou hlavu metropolitu Vitalije.
Ve dnech 17. až 18. dubna 2002 bylo na Všeruském soboru RPPC rozhodnuto o vysvěcení nových biskupů a zřízení samostatného Synodu biskupů. K tomuto rozhodnutí získali také požehnání metropolity Vitalije.
Dne 20. dubna 2002 Archijerejský synod severoamerický biskupů RPCZ(V) rozhodl o nekanonickém postupu Všeruského soboru, kdy nemůže být v Rusku zřízena samostatná církevní struktura a vysvěcení nových biskupů náleží Synodu RPCZ(V).
Dne 28. července 2002 se v Oděse konalo další zasedání RPPC, na kterém bylo rozhodnuto o vysvěcení nových biskupů.
V srpnu 2002 arcibiskup Lazar a biskup Veniamin vykonali řadu biskupských svěcení.
S cílem vytvořit alternativu k RPPC se Synod RPCZ(V) rozhodl pro vysvěcení vlastních biskupů na území Ruska.

### RPPC 2005–2013
Dne 30. června 2005 zemřel arcibiskup Lazar. Církev dočasně vedl biskup Veniamin, dokud 7. července nebyl jeho nástupcem zvolen biskup omský a sibirský Tichon (Pasečnik), který byl povýšen na arcibiskupa. Tichon se stal pouze předsedou Synodu církve, zatímco místo prvního hierarchy bylo neobsazené.
Dne 29. prosince 2005 byla do církve přijata první americká farnost Zesnutí přesvaté Bohorodice ve Staffordu (Virginie), která byla součástí RPCZ(V).
Dne 24. listopadu 2006 rozhodl Synod o přijetí farností RPCZ, které nesouhlasily s připojením k Ruské pravoslavné církvi.
V letech 2006–2007 přešla do RPPC řada farností RPCZ, které nesouhlasily s usmířením s Moskevským patriarchátem. Např. v květnu 2007 přešel pod omofor RPPC také Lesninský monastýr ve Francii.
V únoru 2008 se arcibiskup Tichon setkal se zástupcem Církve pravých pravoslavných křesťanů Řecka (Chrysostomům synod) biskupem Fotiem (Mantalisem), se kterým jednal o společenství mezi oběma církvemi.
K roku 2008 měla církev asi 200 farností a komunit.
V dubnu a červnu 2010 opustili církev biskupové Dionisij (Alfjorov) a Irinej (Klipenštejn). Oba biskupové se připojili k Ruské pravoslavné církvi pod omoforem metropolity Agafangela (Paškovského).
Ve dnech 19. – 25. října 2010 Archijerejský sobor církve zařadil do Soboru Novomučedníků a vyznavačů ruských arcibiskupa Germogena (Maximova), protojereje Serafima Kupčevského, protodiákona Alexije Borisova a další, kteří byli zastřelení jugoslávskými komunisty roku 1945. Všichni byli postavami nekanonické Chorvatské pravoslavné církve, a kvůli jejich odchodu do schizmatu také podléhali kanonickým zákazům RPCZ. Tento akt zhoršil vztah mezi RPPC a Srbskou pravou pravoslavnou církví, která ostře odsuzuje politiku státního a církevního separatismu prováděnou během druhé světové války na území Chorvatska. Tato skutečnost pozastavila rozhodnutí Synodu RPPC o kanonizaci výše uvedených.

## Eparchie
Podle oficiálních stránek má církev sedm eparchií:
- eparchie omsko-sibirská
- eparchie černomorsko-kubáňská
- eparchie homelsko-brjanská
- eparchie vinnycko-chmelnycká
- eparchie oděská
- eparchie australská
- eparchie západoevropská

další církevní struktury:
- Severoamerické blahočiní
- Misie v Jižní Americe